# Xã Lexington, Michigan
Xã Lexington (tiếng Anh: Lexington Township) là một xã thuộc quận Sanilac, tiểu bang Michigan, Hoa Kỳ. Năm 2010, dân số của xã này là 3.658 người.